# Aulus Sempronius Atratinus (consul en -497)
Pour les articles homonymes, voir Sempronius Atratinus.
Aulus Sempronius Atratinus est un homme politique des débuts de la République romaine, consul en 497 et 491 av. J.-C.

## Famille
Il est le tout premier membre de la gens des Sempronii à être consul. Il est le père d'Aulus Sempronius Atratinus, tribun militaire à pouvoir consulaire en 444 av. J.-C., et de Lucius Sempronius Atratinus, consul en 444 av. J.-C. et censeur en 443 av. J.-C.

## Carrière
En 497 av. J.-C., il est élu consul aux côtés de Marcus Minucius Augurinus. Il consacre le temple de Saturne sur le Forum Romain et c'est sous son magister que sont instituées les Saturnales,.
En 496 selon Denys d'Halicarnasse ou en 499 av. J.-C. selon Tite-Live, il est préfet urbain et tribun militaire, avec pour charge la ville et un corps d'armée pendant que le dictateur et les consuls combattent les Latins près du lac Régille.
En 491 av. J.-C., il est élu consul pour la seconde fois avec Marcus Minucius Augurinus,. Une disette menace Rome et une grande quantité de blé arrive de Sicile où ont été envoyés Publius Valerius Publicola et Lucius Geganius en tant que légats. Plusieurs sénateurs, à l'instar de Coriolan, veulent le vendre à prix d'or à la plèbe, pour les obliger à cultiver les terres et permettre au Sénat de retrouver tous ses droits, en partie perdus après l'insurrection du mont Sacré. Mais la réaction de la plèbe est violente, défendue par les tribuns de la plèbe Marcus Decius et Lucius Sicinius Velutus. Coriolan est contraint de partir en exil.
En 487 av. J.-C., les consuls lui donnent pour mission de prendre en charge les personnes les plus âgées de Rome,. En 482 av. J.-C., il est interroi. Son successeur, Spurius Larcius Flavius, mène les élections à terme.